# Thallophaga fautaria
Thallophaga fautaria là một loài bướm đêm trong họ Geometridae.